# Listă a obiectelor NGC
Aceasta este o listă a obiectelor NGC, anume a obiectelor de cer profund cuprinse în catalogul astronomic New General Catalogue. Obiectele menționate cuprind roiuri stelare, nebuloase și galaxii.
- Listă a obiectelor NGC (1–1000)
- Listă a obiectelor NGC (1001–2000)
- Listă a obiectelor NGC (2001–3000)
- Listă a obiectelor NGC (3001–4000)
- Listă a obiectelor NGC (4001–5000)
- Listă a obiectelor NGC (5001–6000)
- Listă a obiectelor NGC (6001–7000)
- Listă a obiectelor NGC (7001–7840)